# Gerhard Böhmer (Lehrer)
Gerhard Böhmer (* 15. Juli 1895 in Teterow; † 4. Dezember 1978 in Warendorf) war Lehrer und Schriftsteller.
Nach einem Studium der Philologie und Erdkunde in Göttingen und seiner Promotion zum Dr. phil. mit einer Arbeit über „Die Flußdichte im Gebiet der mecklenburgischen Seenplatte und ihrer Vorländer“ war Böhmer als Studienrat am John-Brinckman-Gymnasium in Güstrow und am Gymnasium in Teterow tätig. Von 1956 bis zu seiner Pensionierung wirkte Böhmer als Studienrat am Gymnasium in Warendorf.
1966 veröffentlichte Böhmer sein „Rahnstädter Billerbauk“, in dem er mit Beobachtungs- und Einfühlungsgabe und Humor die Lebens- und Denkweise der Bürger einer mecklenburgischen Kleinstadt vor dem Ersten Weltkrieg geschildert hat. Böhmer legte in Warendorf eine bedeutende Sammlung von Dokumenten mecklenburgischer Geschichte und Kulturgeschichte an. Neben vielen anderen Veröffentlichungen entstand daraus sein Buch „Mecklenburger im Rheinland und Westfalen“ (1968).
Böhmer beteiligte sich an der Arbeit der „Ostdeutschen Forschungsstelle des Landes Nordrhein-Westfalen“. 1960 erhielt er die Fritz-Reuter-Medaille und 1974 den Mecklenburger Kulturpreis der Landsmannschaft Mecklenburg.